# Grundträsk (sjö i Finland)
Grundträsk är en sjö i Sjundeå kommun i Finland.   Den ligger i landskapet Nyland, i den södra delen av landet, 40 km väster om huvudstaden Helsingfors. Grundträsk ligger 64 meter över havet. I omgivningarna runt Grundträsk växer i huvudsak barrskog. Arean är 4,4 hektar och strandlinjen är 1,06 kilometer lång. Sjön  ingår i Sjundeå å huvudavrinningsområde. 
I övrigt finns följande vid Grundträsk:
- Ormträsk (en sjö)